# Ulf Holmertz
Ulf "Uffe" Göran Holmertz, född 29 juli 1943 i Motala, Östergötlands län, är en svensk mångsysslare.

## Liv och karriär
Holmertz studerade i Motala och Linköping. Hans revyer brukar framföras i Östergötland och har titlar som Ä du mä på Fäjsbook? och "Kärringrallyt i Ullared". Utöver sina revyer har han också skrivit en rad kåserier som bland annat publicerats i Motala & Vadstena Tidning. Han arbetade också för denna tidning åren 1966–1969.
År 2003 gav han ut boken Bland köner och drängar i Motala som innehåller några av hans mest kända och omtyckta kåserier, illustrerade av Christer Sööder.
Han har haft en rad olika arbeten som programledare, däribland på Sveriges Radio Östergötland (han var med och startade lokalradion i Östergötland och arbetade där i 15 år) och för TV-programmet Hjärnverket.
Han arbetade vid TV4 åren 1993–2002. Utöver detta äger han ett glasscafé, var ordförande i Barndiabetesfondens Riksförening 2010–2011 och blev utsedd till "Årets Motalabo" år 1998.